# Pedro de Deza
Pedro de Deza (ur. 26 marca 1520 w Sewilli, zm. 27 sierpnia 1600 w Rzymie) – hiszpański kardynał.

## Życiorys
Urodził się 26 marca 1520 roku w Sewilli, jako syn Antonia de Dezy i Beatrizy de Portugal. Studiował prawo na Uniwersytecie w Salamance, a następnie zaczął tam wykładać. Pełnił funkcję sędziego w kancelarii w Valladolid i archidiakona w Calatravie. Pod koniec lat 60. XVI wieku wziął udział w kampanii przeciwko rebelii Morysków w Grenadzie. 21 lutego 1578 roku został kreowany kardynałem prezbiterem i otrzymał kościół tytularny San Ciriaco alle Terme Diocleziane. W 1586 roku został członkiem Rzymskiej Inkwizycji, a następnie pełnił funkcję protoprezbitera. 24 kwietnia 1600 roku został podniesiony do rangi kardynała biskupa i otrzymał diecezję suburbikarną Albano, a 18 czerwca przyjął sakrę. Zmarł 27 sierpnia tego samego roku w Rzymie.